# CEI Interleague
Die CEI Interleague war ein American-Football-Wettbewerb für zentraleuropäische Vereinsmannschaften. Die Liga wurde vom ungarischen Verband organisiert und vom europäischen Verband EFAF bzw. IFAF Europe anerkannt. Er galt als Nachfolger des EFAF Challenge Cups.

## Finalspiele
| Jahr | Sieger              | Verlierer           | Ergebnisse |
| ---- | ------------------- | ------------------- | ---------- |
| 2011 | Győr Sharks         | Pančevo Panthers    | 27:21 OT   |
| 2012 | Nyíregyháza Tigers  | Bratislava Monarchs | 25:20      |
| 2013 | Bratislava Monarchs | Topoľčany Kings     | 21:17      |
| 2014 | Pančevo Panthers    | Budapest Cowboys    | 41:28      |

## Teilnehmer und Platzierungen
| Land       | Team                   | 2011 | 2012 | 2013 | 2014 |
| ---------- | ---------------------- | ---- | ---- | ---- | ---- |
| Ungarn     | Győr Sharks            | 1    | 4    |      |      |
| Serbien    | Pančevo Panthers       | 2    |      |      | 1    |
| Serbien    | Belgrade Blue Dragons  | 3    |      |      | +    |
| Ungarn     | Budapest Cowboys       | 4    | 3    |      | 2    |
| Serbien    | Klek Knights           | 5    |      |      |      |
| Österreich | Sankt Pölten Invaders  | 6    |      |      |      |
| Ungarn     | Nyíregyháza Tigers     |      | 1    |      |      |
| Slowakei   | Bratislava Monarchs    |      | 2    | 2    | +    |
| Slowakei   | Topoľčany Kings        |      |      | 1    |      |
| Ungarn     | Budapest Hurricanes    |      |      | 3    | +    |
| Ungarn     | Újbuda Rebels Budapest |      |      | 4    |      |